# Галльфред Важкий Скальд
Галльфред Оттарссон Важкий Скальд  (Hallfreðr vandræðaskáld Óttarsson) (бл. 967—1007) — один з найвідоміших ісландських скальдів Х-XI століття.

## Біографія
Галльфред Оттарссон Важкий Скальд жив у кінці Х — на початку ХІ століття в Ісландії. Галльфред був скальдом норвезького короля Олава Трюггвасона Халльфред. Від Галльфреда дізнаємось, що Олав бував у Київській Русі, у князя Володимира, і прийняв християнство. Разом з ним християнином став і його Скальд. Саме король Олав і дав своєму Скальду прізвисько. Якось Галльфред Оттарссон погрожував повернутися до язичництва, якщо король не вислухає драпу, яку Галльфред склав про нього. Тоді король погодився вислухати її, але назвав Галльфреда «важким скальдом». 
Галльфред Оттарссон (тобто Син Оттара), на прізвисько Важкий Скальд, — автор "Саги про Галльфреде ", яка в основі своїй має окремі риси. Оскільки скальди у своїх творах звичайно констатували факти, повідомляли про події, безпосередніми свідками яких вони були, не допускаючи вигадок і фантазій, то за поезією Галльфреда можна відтворити і його життя. Нe володіючи винятковим талантом, Галльфре Оттарссон Важкий Скальд був, фаворитом норвезького короля Олава.

## Творчість
Галльфред Оттарссон Важкий Скальд  — автор характерних для доби Середньовіччя в Скандинавії жанрів: саги, драпу (бойова пісня, яка прославляла подвиги короля і героїчні ідеали нід і окрема віса. Як сподвижник короля, він оспівував його бої, які той вів з англійцями, розповідав про набіги вікінгів.

### "Сага про Галльфреда "
"Сага про Галльфреда" належить до «родових саг». Галльфред Оттарссон — водночас є і її автором, і її героєм. У творі зазначається і те, що Галльфред був скальдом норвезького короля Олава Трюггвасона (994—1000), і те, що від нього він отримав своє прізвисько. 
Основний зміст «Саги про Галльфреде» — це історія кохання Галльфреда до Кольфінне. Закоханим не судилося бути разом, оскільки її видали за Гріса (ім'я це означає «порося»), але, повернувшись до Ісландії, Халльфред зустрічається з Кольфінне і складає про Гріса зневажливі вірші. В основі сюжету саги — розповідь про суперництво двох скальдів, Гальфреда і Гріса.

### Драпи
Після загибелі Олава Трюггвасона Халльфред склав поминальну драпу про нього. Халльфред також є автором хвалебних пісень про Ярле Хаконе Могутньому і шведського короля Олава Ейрікссон.
- "Драпа про Хакона Ярла" - від цієї драпи збереглося дев'ять чотирьохрядкових віс.
- "Драпа про Олава сина Трюггві" - написана в 996 році. Від драпи збереглося у повному обсязі лише дев'ять вис. У даній висі розповідається про те, як Олав Трюггвасон виїхав з Русі, де він жив при дворі князя Володимира. Олав жив у Київські Русі з 9 років протягом дев'яти років і був у дружині Володимира Святославича. Олав користувався популярністю серед дружинників, мав добре ставлення з боку великого князя Руського.
- "Поминальная драпа про Олава сина Трюггві" - Від цієї драпи збереглося в повному обсязі 29 вис. Одна з них спрямована проти Мара, язичника, який сказав Галльфреду, що не бачити тому Кольфінни як своїх вух. Іншу вісу Галльфред склав незабаром після того, як прийняв хрещення від Олава Трюггвасона.

### Ніди
Ніди — це зневажливі вірші, які займають окреме місце у скальдичній поезії. У них він принижував свого більш щасливого суперника Гріса. Ніди Халльфреда за формою не відрізняються від інших окремих вис, але події автор описує негативним чином. Ніди доводилось маскувати під драпи, оскільки ставлення до них було дуже серйозним. Нідам приписувалася магічна сила, і висміювання, укладене у свідомо затемнену форму, сприймалося як заклинання, за яке скальда могли стратити на місці.